# Cladophialophora arxii
Cladophialophora arxii är en svampart som beskrevs av Tintelnot 1995. Cladophialophora arxii ingår i släktet Cladophialophora och familjen Herpotrichiellaceae.   Inga underarter finns listade i Catalogue of Life.